# Akademie für Fragen der Sicherheit, Verteidigung und der Rechtsordnung
Die Akademie für Fragen der Sicherheit, Verteidigung und der Rechtsordnung (russisch Академия проблем безопасности, обороны и правопорядка, kurz АБОП (ABOP)) ist eine international agierende russische Organisation, die von aktiven und ehemaligen Generälen russischer Geheimdienste geleitet wird.

## Beschreibung
Die formal nicht-staatliche Institution ist in Moskau ansässig. Kritiker werfen der Organisation jedoch vor, sie werde indirekt von der russischen Regierung finanziert. Präsident der Akademie ist der ehemalige KGB-General Viktor Schewtschenko (in der ehemaligen Sowjetunion Leiter der Spionageabwehr bei den strategischen Raketentruppen und später in der Russischen Föderation in einflussreicher Position beim Inlandsgeheimdienst FSB). Sein Stellvertreter ist der derzeitige Direktor des russischen Auslandsnachrichtendienstes SWR, Michail Fradkow. Gegründet wurde sie 1999 auf Initiative von Wladimir Putin, damals Direktor des FSB. Viele ehemalige und aktive Geheimdienstkader arbeiten in der Organisation mit. Mitglieder der Akademie sind viele Angehörige und Mitarbeiter der Regierung, der Armee, des FSB sowie die Mehrheit der russischen Gouverneure.
Die Akademie ist in mehrere Abteilungen gegliedert, die verschiedene gesellschaftspolitische Bereiche abdecken. Sie führt unter anderem an einer eigenen Schulungseinrichtung (Psychologische Universität Moskau) Ausbildungen durch. Die Akademie verleiht außerdem Auszeichnungen an Persönlichkeiten, die sich nach ihrer Ansicht besonders um den russischen Staat verdient gemacht haben, in insgesamt sechs Kategorien für Orden und sieben für Medaillen. Verschiedene russische und internationale Persönlichkeiten sind Träger, beispielsweise die umstrittenen Präsidenten von Weißrussland (Aljaksandr Lukaschenka), Kasachstan (Nursultan Nasarbajew) und Nordkorea (Kim Jong-il).

## Aktivitäten in Deutschland
Im Juni/Juli 2008 wurde durch Presseberichte breiteren Kreisen bekannt, dass rund 100 Deutsche (darunter hochrangige Politiker, Wissenschaftler, Offiziere und hohe Polizeibeamte) den von der Akademie verliehenen Verdienstorden „Peter der Große“ tragen. Unter den deutschen Ordensempfängern befinden sich der bayerische Ministerpräsident Günther Beckstein (Verleihung am 25. Juli 2006 in der Stufe Erster Klasse mit Schärpe) und der brandenburgische Ministerpräsident Matthias Platzeck (Verleihung durch den russischen Botschafter Wladimir Kotenjow am 22. Juni 2005 in der Stufe Erster Klasse mit Schärpe). Auch dem ehemaligen DDR-Spionagechef Markus Wolf († 2006) wurde der Orden verliehen. Allein in Bayern hat die Akademie bereits 75 Orden verliehen, darunter an Journalisten, Polizeibeamte und Staatsbedienstete.
Die Akademie hat seit 2005 einen eigenen Deutschland-Beauftragten, einen Unternehmer in Deutschland, der zu DDR-Zeiten stellvertretender Direktor des VEB Nachrichtenelektronik Greifswald war und laut Birthler-Behörde mit dem MfS zusammengearbeitet hat. Er ist seit 2007 Beauftragter für ganz Westeuropa.
Da die Aktivitäten der Akademie von Kritikern als verdeckte Reaktivierung russischer Spionage betrachtet werden, überprüfen derzeit das Bundesamt für Verfassungsschutz und der Bundesnachrichtendienst ihre Struktur und Tätigkeit.

## Aktivitäten in Österreich
Österreich-Beauftragter der Akademie ist Gerhard Gritzner, Vorstandsmitglied und Russland-Chef des Baukonzerns Strabag-Österreich. Er wurde am 2. Juli 2008 von der Akademie mit dem Alexander Nevski-Orden erster Klasse ausgezeichnet.